# Ilha da Vaca
A Ilha da Vaca é uma ilha localizada no município de Joinville, no estado brasileiro de Santa Catarina, ao norte do bairro Espinheiros, que fica ao norte da lagoa do Saguaçu.